# Jairo Velasco
Pour les articles homonymes, voir Velasco.
Jairo Velasco, Sr., né le 9 mai 1947 à Bogota, est un joueur de tennis colombien.
Son fils Jairo Velasco Jr. est également un joueur de tennis professionnel de nationalité espagnole.

## Palmarès

### Finale en simple messieurs
| No | Date       | Nom et lieu du tournoi              | Catégorie       | Dotation | Surface      | Vainqueur    | Score    |  |
| -- | ---------- | ----------------------------------- | --------------- | -------- | ------------ | ------------ | -------- |  |
| 1  | 12-11-1979 | Tournoi de tennis de Bogota, Bogota | GP World Series | 50 000 $ | Terre (ext.) | Víctor Pecci | 6-3, 6-4 |  |

### Titres en double messieurs
| No | Date       | Nom et lieu du tournoi             | Catégorie       | Dotation | Surface      | Partenaire     | Finalistes                    | Score              |  |
| -- | ---------- | ---------------------------------- | --------------- | -------- | ------------ | -------------- | ----------------------------- | ------------------ |  |
| 1  | 22-07-1974 | Head Cup Kitzbühel                 |                 | NC $     | Terre (ext.) | Iván Molina    | František Pala Balázs Taróczy | 2-6, 7-6, 6-4, 6-4 |  |
| 2  | 12-11-1979 | Tournoi de tennis de Bogota Bogota | GP World Series | 50 000 $ | Terre (ext.) | Emilio Montaño | Bruce Nichols Charles Owens   | 6-2, 6-4           |  |

### Finales en double messieurs
| No | Date       | Nom et lieu du tournoi                           | Catégorie       | Dotation  | Surface         | Vainqueurs                      | Partenaire    | Score            |  |
| -- | ---------- | ------------------------------------------------ | --------------- | --------- | --------------- | ------------------------------- | ------------- | ---------------- |  |
| 1  | 11-03-1974 | Tournoi de tennis de Calgary Calgary             |                 | NC $      | NC              | Jürgen Fassbender Karl Meiler   | Iván Molina   | 6-4, 6-4         |  |
| 2  | 18-03-1974 | Utah International Salt Lake City                | Grand Prix      | NC $      | Dur (int.)      | Jimmy Connors Vitas Gerulaitis  | Iván Molina   | 2-6, 7-6, 7-5    |  |
| 3  | 05-05-1975 | Nice International Championships Nice            | GP World Series | NC $      | Terre (ext.)    | Marcello Lara Joaquín Loyo Mayo | Iván Molina   | 7-6, 6-7, 8-6    |  |
| 4  | 18-04-1977 | Tournoi de tennis de Florence Florence           |                 | 30 000 $  | Terre (ext.)    | Chris Lewis Russell Simpson     | Iván Molina   | 2-6, 7-6, 6-2    |  |
| 5  | 05-11-1979 | Tournoi de tennis de Quito Quito                 |                 | 50 000 $  | Terre (ext.)    | Jaime Fillol Álvaro Fillol      | Iván Molina   | 6-7, 6-3, 6-1    |  |
| 6  | 26-11-1979 | Chilean Open Santiago                            |                 | 50 000 $  | Terre (ext.)    | Álvaro Fillol Jaime Fillol      | José Higueras | Finale non jouée |  |
| 7  | 17-11-1980 | South American Championships Buenos Aires        |                 | 175 000 $ | Terre (ext.)    | Hans Gildemeister Andrés Gómez  | Ángel Giménez | 6-4, 7-5         |  |
| 8  | 19-01-1981 | Tournoi de tennis de Guaruja Guarujá             |                 | 75 000 $  | Moquette (ext.) | David Carter Paul Kronk         | Ángel Giménez | 6-1, 7-6         |  |
| 9  | 02-02-1981 | Tournoi de tennis de Mar del Plata Mar del Plata |                 | 75 000 $  | Terre (ext.)    | David Carter Paul Kronk         | Ángel Giménez | 6-7, 6-4, 6-0    |  |